# Distretto di Dänew
Il distretto di Dänew è un distretto del Turkmenistan situato nella provincia di Lebap. Ha per capoluogo la città di Dänew.